# Вуд, Ойнон
Ойнон Ли Вуд (англ. Oenone Lee Wood, род. 24 сентября 1980, Ньюкасл, Новый Южный Уэльс) — австралийская профессиональная велогонщица, трёхкратная чемпионка Австралии, победительница Мирового шоссейного кубка в 2004 и 2005 годах, бронзовый призёр чемпионата мира 2005. Выступала с 2001 по 2008 годы.

## Карьера

### Юность и открытие велоспорта
Ойнон Вуд родилась 24 сентября 1980 года в Ньюкасле (Новый Южный Уэльс). Она выросла в Маллумбимби и Тари, а в возрасте 16 лет проживала более полугода в Нидерландах у своих родственников. В детстве она занималась различными видами спорта.
После окончания средней школы в Ньюкасле она поступила на службу в вооружённые силы с дислокацией в Канберре, где продолжила образование и готовилась стать инженером-электриком. В течение четырёх лет она участвовала в триатлоне, а в возрасте двадцати лет занялась велоспортом. В армии она прослужила пять лет, после чего сосредоточилась на велосипедной карьере.
Она приняла участие в нескольких гонках, а затем начала тренироваться у Ким Палмер. Она поступила в Академию спорта Австралийской столичной территории (ACT).
В 2001 году на чемпионате Австралии она заняла четвёртое место в групповой гонке и пятое в индивидуальной гонке с раздельным стартом, в 2002 году — шестое место в индивидуальной гонке и девятое в групповой гонке. В том же году она провела три месяца в Европе в составе команды Австралийского института спорта.

### Первый международный сезон в 2003 году
В 2003 году она стала студенткой очного отделения Австралийского института спорта (AIS). После двух подиумных финишей на национальном чемпионате в начале года (второе место в групповой гонке, третье в индивидуальной гонке) она в составе команды AIS приняла участие в гонках международного календаря. Она выиграла Гран-при Каври в Италии и один из этапов Трофи д’Ор во Франции. В последней гонке она заняла третье место, помогая своей подруге по команде, Оливии Голлан одержать победу. В Кубке мира она заняла шестое место в Примавера Роза и третье в Флеш Валонь Фамм. Она также была четвёртой на Джиро ди Тоскана — Мемориал Микелы Фанини, седьмой на Вуэльте Кастилии и Леона, четырнадцатой в общем зачёте и третьей лучшей гонщицей в молодёжной классификации на Джиро Донне 2003. Она выиграла свой первый отбор в национальную команду на чемпионат мира по шоссейным велогонкам. В групповой гонке чемпионата она финишировала 28-й. По окончании своего первого международного сезона она занимала 18-е место в рейтинге UCI.

### 2004—2005: две победы на Кубке мира

#### 2004

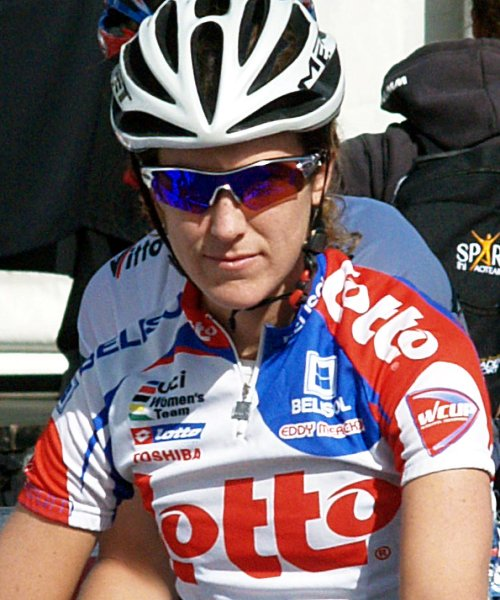
Сара Кэрриган стала олимпийской чемпионкой с помощью Ойнон Вуд

Сезон 2004 года стал для неё очень успешным. Она начала год с побед в двенадцати австралийских гонках за два месяца. На чемпионате Австралии по шоссейному велоспорту она выиграла и групповую гонку, и индивидуальную гонку с раздельным стартом. В женском Кубке мира она выиграла Тур Джелонга и Австралиа Ворлд Кап, хорошо финишировала в других гонках и в итоге выиграла общий зачёт Кубка мира.
В марте, после победы на Трофее Розиньяно, она заняла третье место на Примавера Роза, втором этапе Кубка мира, в котором она осталась лидером. Затем она финишировала второй на Гран-при Кастилии и Леона, восьмой на Туре Фландрии и шестой на Флеш Валонь Фамм — следующих трёх этапах. В мае она выиграла Гран-при Швейцарии ITT и сохранила за собой первое место в общем зачёте Кубка мира, заняв 44-е место в Монреале. Затем она приняла участие в трёх многодневках. Она финишировала четырнадцатой на Джиро дель Трентино-Альто-Адидже — Южный Тироль, затем четвёртой на Джиро д’Италия, где выиграла первый этап9, и девятой на Туре Тюрингии.
Хорошие выступления в сезоне 2004 года обеспечили ей место на Олимпийских играх в Афинах. В августе Ойнон Вуд, Оливия Голлан и Сара Кэрриган вошли в состав австралийской олимпийской команды. Ойнон Вуд была в группе лидеров, когда её соотечественница Сара Кэрриган и немка Юдит Арндт в спринте групповой гонки завоевали золото и серебро соответственно. В борьбе за бронзу Вуд пришлось спринтовать с Ольгой Слюсаревой и Николь Кук, в итоге она заняла четвёртое место. В индивидуальной гонке с раздельным стартом она заняла шестое место.
Вернувшись с Олимпийских игр, Ойнон Вуд приняла участие в трёх заключительных этапах Кубка мира. Заняв третье место на Гран-при Плуэ в конце августа, а затем пятое место на Туре Роттердама неделю спустя, она по-прежнему занимала первое место в рейтинге. Отставание в 99 очков всё ещё не позволяло ей победить: на заключительном этапе, Туре Нюрнберга, победителю начислялось 150 очков, тогда как на остальных этапах — 75. Петра Росснер, уже победившая в Роттердаме, выиграла спринт в Нюрнберге, опередив Ангелу Бродтку и Ойнон Вуд. Этот результат позволил Вуд выиграть Кубок мира 2004 года, опередив на 41 очко Росснер и на 105 — Бродтку. Она стала второй австралийкой, выигравшей эти соревнования, после Анны Миллуорд.
Через три дня после этого успеха она приняла участие в Джиро ди Тоскана — Мемориал Микелы Фанини в рамках подготовки к чемпионату мира в Вероне (Италия). Ойнон Вуд участвовала в обоих соревнованиях, заняв девятое место в гонке с раздельным стартом и тринадцатое в групповой гонке. По итогам сезона она заняла третье место в рейтинге UCI, уступив Юдит Арндт и Мирьям Мельхерс.

#### 2005

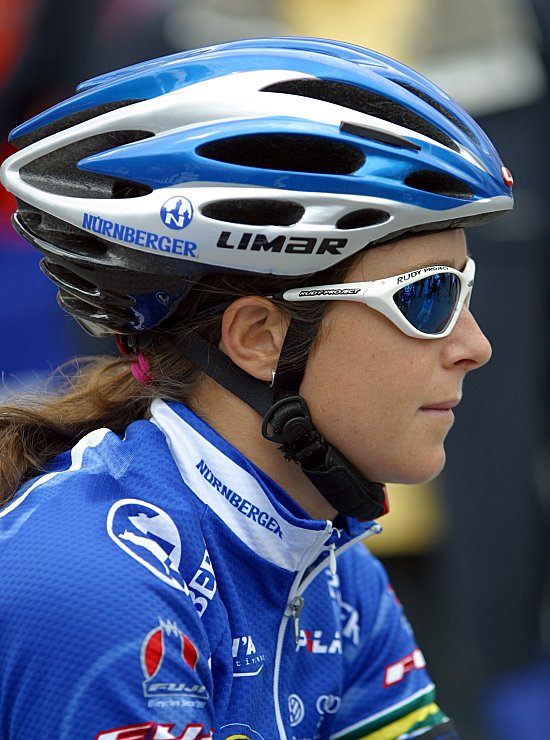
Ойнон Вуд на Туре Тюрингии 2005

В 2005 году Вуд подписала двухлетний профессиональный контракт с Equipe Nürnberger Versicherung, которая занимала первое место в командном рейтинге UCI и в состав которой входила Юдит Арндт, чемпионка мира в групповой гонке. Оливия Голлан, партнёрша Вуд по команде в 2003 и 2004 годах, также была принята в Nürnberger Versicherung.
Вуд начала сезон с победы на чемпионате Австралии по шоссейному велоспорту в индивидуальной гонке, одержала победу в Туре Джелонга и успешно защитила свой титул обладательницы Кубка мира, несмотря на то, что не выиграла ни одной гонки Кубка. На первом этапе Кубка мира в Джелонге она стала второй, уступив Рошелль Гилмор. Второй этап проходил в Новой Зеландии: Вуд заняла четвёртое место и вышла в лидеры Кубка мира. По возвращении в Европу она сохранила лидерство в общем зачёте, заняв третье место в Примавера Роза. В начале апреля она попала в группу гонщиков, которые по ошибке сошли с дистанции Тура Фландрии и не были классифицированы. В результате она уступила первое место в Кубке мира победительнице Тура Фландрии, Мирьям Мельхерс. Через две недели Ойнон Вуд вернула себе лидерство, заняв второе место в Флеш Валонь Фамм после Николь Кук. В начале мая шведская гонщица Сюзанн Юнгског обошла Вуд в общем зачёте Кубка мира, выиграв Гран-при Кастилии и Леона, в котором Вуд заняла пятое место. На следующей неделе Вуд приняла участие в Тур де л'Од феминин, считающейся главной многодневкой в календаре. Она выиграла зачёт по очкам и три этапа. В конце месяца Вуд вернулась на вершину Кубка мира, заняв второе место в Монреале, уступив Женевьеве Жансон. Далее она выиграла два этапа и общий зачёт в Туре Большого Монреаля. В июле она приняла участие в Джиро д'Италия и Туре Тюрингии, а в августе вернулась в Кубок мира на Гран-при Уэльса. Став третьей в этой гонке, шестой в Плуэ, и четырнадцатой в Роттердаме, она имела преимущество в 25 очков над Сюзанн Юнгског перед заключительным этапом — Туром Нюрнберга, где очки, как и в предыдущем году, удваивались. Джорджия Бронцини выиграла эту гонку в спринте, опередив Рошелль Гилмор и Ойнон Вуд. Вуд таким образом опередила своих соперниц в итоговом зачёте Кубка мира. Она стала первой женщиной, выигравшей два Кубка мира подряд, а также первой, кто сделал это без побед в гонках.
В конце сентября Ойнон Вуд приняла участие в чемпионате мира в Мадриде. Она финишировала четырнадцатой в индивидуальной гонке и завоевала бронзовую медаль в групповой гонке, уступив Регине Шляйхер и Николь Кук.
В конце 2005 года Ойнон Вуд возглавила рейтинг UCI. В марте она была на первом месте, в апреле опустилась на второе, а затем оставалась на нём с мая до конца года. Она опередила Юнгског и Арндт. Команда Nürnberger Versicherung заняла первое место в командном зачёте.

### 2006: две медали на Играх Содружества
В начале 2006 года Ойнон Вуд заняла пятое место на чемпионате Австралии в индивидуальной гонке, третье — в групповой гонке, а затем в третий раз выиграла Тур Джелонга. На этапе Кубка мира в Джелонге она атаковала на последнем подъёме, но была настигнута преследователями за два километра до финиша. Она заняла 41-е место в гонке. Затем она заняла второе место на втором этапе Кубка мира в Веллингтоне.
В марте Ойнон Вуд приняла участие в Играх Содружества. Австралийки одержали хет-трик побед в индивидуальной гонке с раздельным стартом: Вуд опередила Кэтрин Уотт и Сару Кэрриган. Через пять дней она стала серебряным призёром в групповой гонке, которую выиграла Натали Бейтс.
В апреле Ойнон Вуд финишировала 42-й на Туре Фландрии, затем заняла четвёртое и второе места на Флеш Валонь Фамм и Туре Берна. После этого она поднялась на второе место в Кубке мира, уступив Николь Кук.
В конце мая она всё ещё оставалась третьей, после того как заняла одиннадцатое место в Гран-при Кастилии и Леона и сошла с дистанции в Монреале. В это время она выиграла этап на Тур де л'Од феминин. Она также выиграла этап на Джиро д'Италия.
В конце июля возобновились этапы Кубка мира: Вуд стала одиннадцатой на Опен Воргорда RR и, вместе с командой Nürnberger Versicherung, четвёртой на Ледис Голден Хоур, командной гонке с раздельным стартом. В следующем месяце она одержала свою последнюю победу в этом году на Туре Бохума. 62-я в Плуэ, 49-я в Роттердаме и 45-я в Нюрнберге, она заняла шестое место в Кубке мира.
В сентябре она стала шестой в групповой гонке на чемпионате мира по шоссейным велогонкам в Зальцбурге, начав спринт за 150 метров до финиша. В конце того же года она заняла девятое место в рейтинге UCI.

### Заключительные сезоны

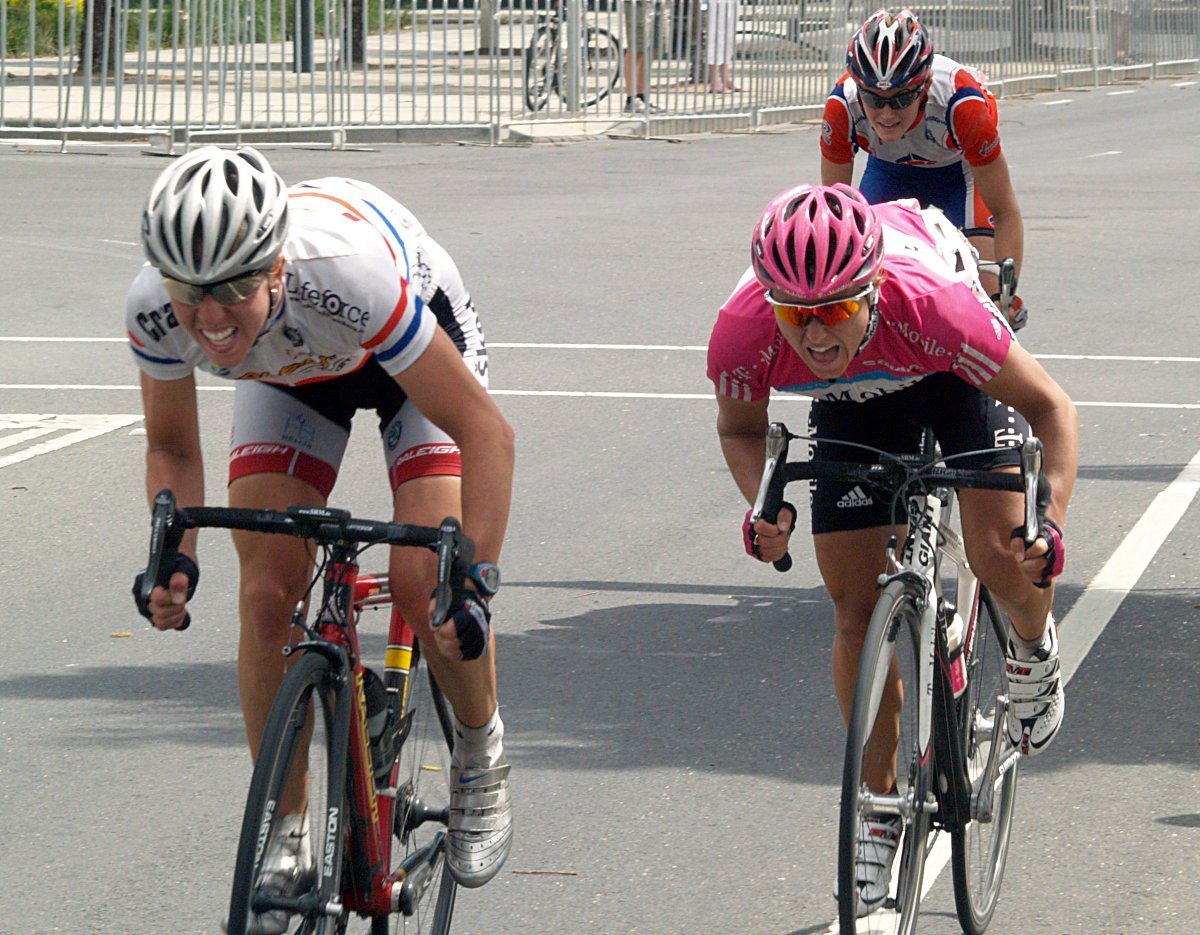
Николь Кук и Ойнон Вуд на финише Австралиа Ворлд Кап

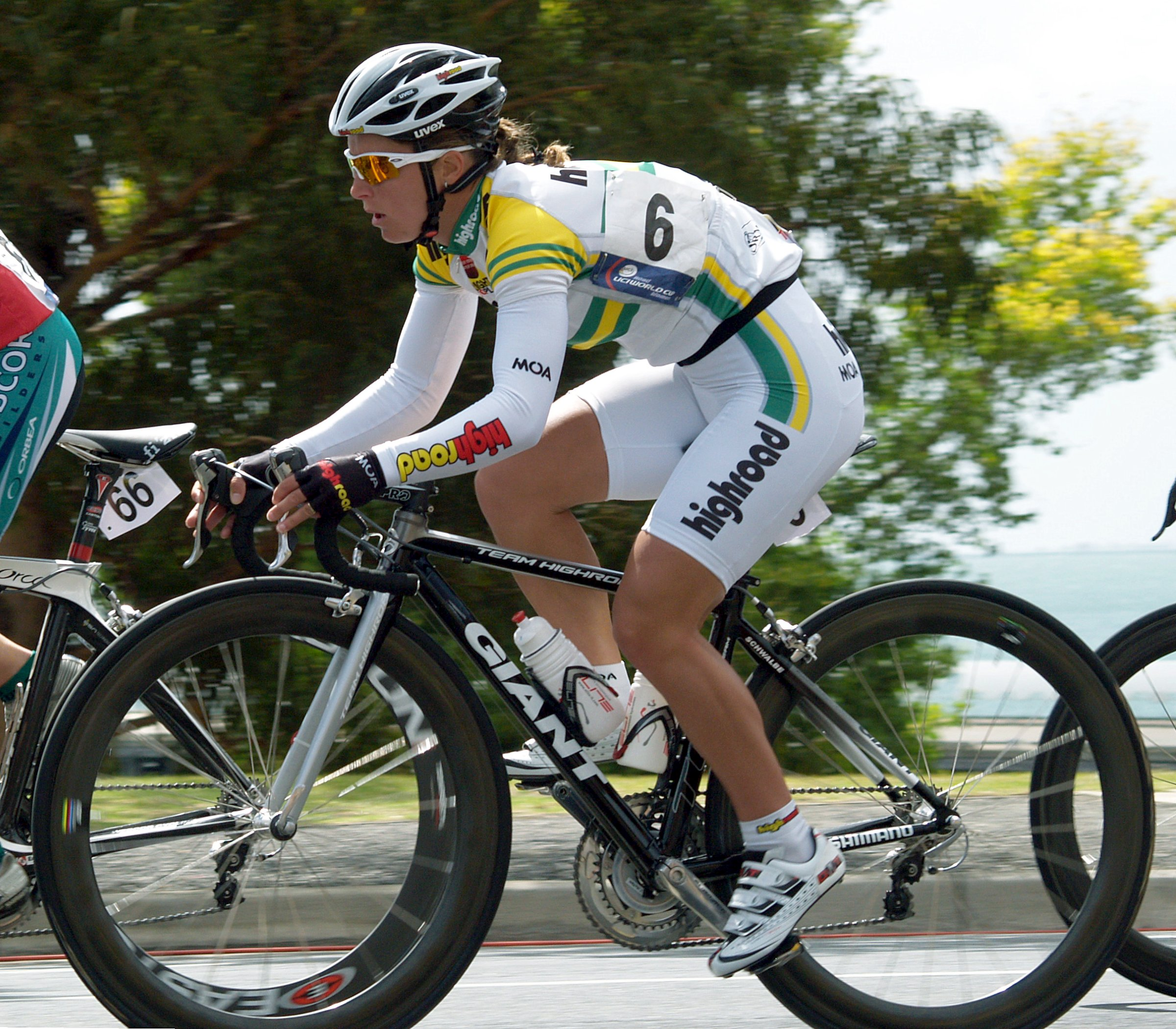
Ойнон Вуд в майке чемпиона Австралии на Австралиа Ворлд Кап 2008 года

В начале 2007 года Ойнон Вуд объяснила, что в сезоне 2006 года на неё повлияла авария, произошедшая с командой AIS на Туре Тюрингии 2005 года, в результате которой погибла Эми Джиллетт: «Было трудно мотивировать себя на новые гонки после потери Эми. Это было в 2005 году, но я думаю, что в 2006 году это повлияло на меня сильнее. Большую часть сезона я боролась с этим, а к концу года, думаю, отошла от этого и наконец-то снова захотела участвовать в гонках».
В 2007 году Ойнон Вуд подписала двухлетний контракт с командой T-Mobile. К ней присоединились Кейт Бейтс и Анке Вихманн, а также Юдит Арндт. Вместе с Арндт и Иной-Йоко Тойтенберг Вуд была одним из лидеров команды.
В начале сезона Ойнон Вуд заняла пятое место в Туре Джелонга и второе место в Австралиа Ворлд Кап, уступив Николь Кук. На Туре Новой Зеландии она выиграла два этапа, а её подруга по команде, Юдит Арндт, победила в общем зачёте. В апреле Вуд не набрала ни одного очка в трёх гонках Кубка мира, а в мае финишировала третьей в Туре Берна, что вывело её на третье место в Кубке мира. В июне она стала шестой на этапе в Монреале, а затем выиграла два этапа и общий зачёт в Туре Большого Монреаля. После схода с дистанции Опен Воргорда RR из-за падения она по-прежнему занимала третье место в Кубке мира.
В сентябре она была четвёртой на Гран-при Плуэ — Бретань и 32-й на Туре Нюрнберга. В Кубке мира она заняла пятое место, а её подруга по команде, Ина-Йоко Тойтенберг — третье, уступив Марианне Вос и Николь Кук. В конце сентября она приняла участие в чемпионате мира по шоссейным велогонкам в Штутгарте. Она заняла 21-е место в индивидуальной гонке и седьмое в групповой гонке.
В 2008 году, после ухода спонсора T-Mobile, команда временно сменила название на High Road. В июне она приняла имя нового спонсора — производителя спортивного снаряжения Columbia.
В январе 2008 года Ойнон Вуд во второй раз выиграла чемпионат Австралии по шоссейному велоспорту в групповой гонке. Таким образом, в своём последнем сезоне она выступала в майке чемпиона Австралии. Затем она финишировала четвёртой в Туре Джелонга, выиграв один этап, и второй в Нью Зиланд Ворлд Кап, выиграв два этапа. Весной она стала пятой на Трофее Альфредо Бинды — коммуны Читтильо и четвёртой на Туре Фландрии, где помогла Юдит Арндт одержать победу.
В июне она стала третьей в Туре Большого Монреаля. Она также представляла Австралию на Олимпийских играх в Пекине, где заняла 29-е место в групповой гонке и 22-е в индивидуальной гонке с раздельным стартом.
В своей последней гонке — чемпионате мира в Вареcе она заняла 63-е место в групповой гонке. Хотя её личные результаты в этом году были не столь высоки, как в предыдущие годы, Ойнон Вуд сказала, что ей было приятно участвовать в многочисленных успехах своей команды. Юдит Арндт выиграла Кубок мира, Ина-Йоко Тойтенберг победила в 21 гонке, а команда Columbia заняла первое место как в командном зачёте Кубка мира, так и в командном зачете UCI.
После сезона 2008 года в возрасте 28 лет Ойнон Вуд прекратила профессиональную велоспортивную карьеру и вернулась в Австралию. В качестве причин ухода из спорта она назвала семейные обстоятельства и желание сосредоточиться на карьере инженера-электрика.

## Достижения
2003
Grand Prix Cavrie
2-я на Чемпионате Австралии — групповая гонка
3-я на Чемпионате Австралии — индивидуальная гонка
2-я на Трофео Риьвера делла Версилья
3-я на Флеш Валонь Фамм
6-я на Примавера Роза
2004
Мировой шоссейный кубок UCI
 Чемпионате Австралии — групповая гонка
 Чемпионате Австралии — индивидуальная гонка
Туре Даун Андер
Австралиа Ворлд Кап
Джиро Донне
Очковая классификация
Тур Джелонга
Генеральная классификация
2-й этап
Трофео Коста Этруска I
Трофей Альфредо Бинды — коммуны Читтильо
Гран-при Швейцарии ITT
2-я на Гран-при Кастилии и Леона
3-я на Примавера Роза
3-я на Гран-при Плуэ
3-я на Туре Нюрнберга
5-я на Туре Роттердама
6-я на Флеш Валонь Фамм
8-я на Туре Фландрии
2005
Мировой шоссейный кубок UCI
Мировой шоссейный рейтинг UCI
 Чемпионат Австралии — индивидуальная гонка
1-й, 3-й и 6-й этапы на Тур де л'Од феминин
Тур Джелонга
Генеральная классификация
2-й и 4-й этапы
Тур Большого Монреаля
3-я на Гран-при Доттиньи
2-я на Австралиа Ворлд Кап
2-я на Флеш Валонь Фамм
2-я на Монреаль Ворлд Кап
3-я на Примавера Роза
3-я на Туре Берна
3-я на Гран-при Уэльса
3-я на Туре Нюрнберга
5-я на Гран-при Кастилии и Леона
6-я на Гран-при Плуэ
2006
Тур Джелонга
Гран-при Доттиньи
7-й этап на Тур де л'Од феминин
8-й этап на Джиро Донне
Тур Бохума
2-я на Нью Зиланд Ворлд Кап
2-я на Туре Берна
2-я на Флеш Валонь Фамм
3-я на Чемпионате Австралии — групповая гонка
4-я на Ледис Голден Хоур
2007
Тур Большого Монреаля
Генеральная классификация
4-й и 5-й этапы
2-я на Австралиа Ворлд Кап
2-я на 7-Дорпеномлоп Албург
3-я на Туре Берна
4-я на Гран-при Плуэ
6-я на Монреаль Ворлд Кап
2008
 Чемпионат Австралии — групповая гонка
2-я на Туре Новой Зеландии
3-я на Туре Большого Монреаля
4-я на Туре Фландрии
5-я на Трофее Альфредо Бинды — коммуны Читтильо

### Статистика выступления наГранд-турах
| Гонка / Год          | 2002 | 2003 | 2004 | 2005 | 2006 | 2007 | 2008 |
| -------------------- | ---- | ---- | ---- | ---- | ---- | ---- | ---- |
| Джиро д’Италия Донне | —    | 14   | 22   | 52   | 34   | 58   | 32   |
| Тур де л'Од феминин  | DNF  | —    | —    | 34   | 29   | —    | —    |

### Рейтинги
| Год                 | 2002  | 2003 | 2004 | 2005 | 2006 | 2007 | 2008 |
| ------------------- | ----- | ---- | ---- | ---- | ---- | ---- | ---- |
| Мировой рейтинг UCI | 239-й | 18-й | 3-й  | 1-й  | 9-й  | 8-й  | 23-й |
| Мировой кубок UCI   | -     | 16-й | 1-й  | 1-й  | 6-й  | 5-й  | -    |
|                     |       |      |      |      |      |      |      |
| Источник: UCI       |       |      |      |      |      |      |      |

## Награды
В 2005, 2006 и 2007 годах Ойнон Вуд признавалась велосипедисткой года в Австралии. В 2016 году она была включена в Зал славы велоспорта Австралии.